# Graeme C. Clark
 (octobre 2017).
Si vous disposez d'ouvrages ou d'articles de référence ou si vous connaissez des sites web de qualité traitant du thème abordé ici, merci de compléter l'article en donnant les références utiles à sa vérifiabilité et en les liant à la section « Notes et références ».
Graeme Christie Clark est un diplomate canadien. Il est actuellement ambassadeur du Canada au Mexique. 

## Biographie
Éduqué en français et en anglais, il a fait ses études aux universités de Toronto (Trinity College, B.A. en Anglais et Histoire) et d’Oxford (Merton College).
Durant sa carrière diplomatique il a occupé diverses fonctions dont agent de pupitre pour les relations économiques internationales ; pour les affaires soviétiques ; et pour les relations de sécurité et de défense. Par la suite il a été directeur du Mexique et de l’Amérique du Nord ; directeur des relations avec les médias ; directeur général des affectations et de la gestion des cadres; et sous-ministre adjoint p.i. des ressources humaines. 
Entre-temps, il fut adjoint ministériel/législatif auprès de deux ministres des Affaires étrangères, l’honorable Perrin Beatty (en) et l’honorable André Ouellet, de 1993 à 1995, pour ensuite devenir adjoint législatif auprès du Premier ministre Jean Chrétien de 1995 à 1997. 
À l’international,  il a été en poste au Costa Rica à titre de deuxième secrétaire et Vice-consul de 1990 à 1992, ambassadeur du Canada au Pérou et en Bolivie de 1997 à 2001, ambassadeur, représentant permanent auprès de l’organisation des États américains à Washington de 2006 à 2010 et ministre, chef de mission adjoint à l'ambassade du Canada en France de 2014 à 2019.  
Il a contribué à des ouvrages sur la réforme parlementaire et sur les questions de sécurité dans les Amériques.

## Distinctions
- Gran Cruz, Orden del sol del Perù
- Médaille du jubilé de diamant de la reine Elizabeth II